# Josef Potoček

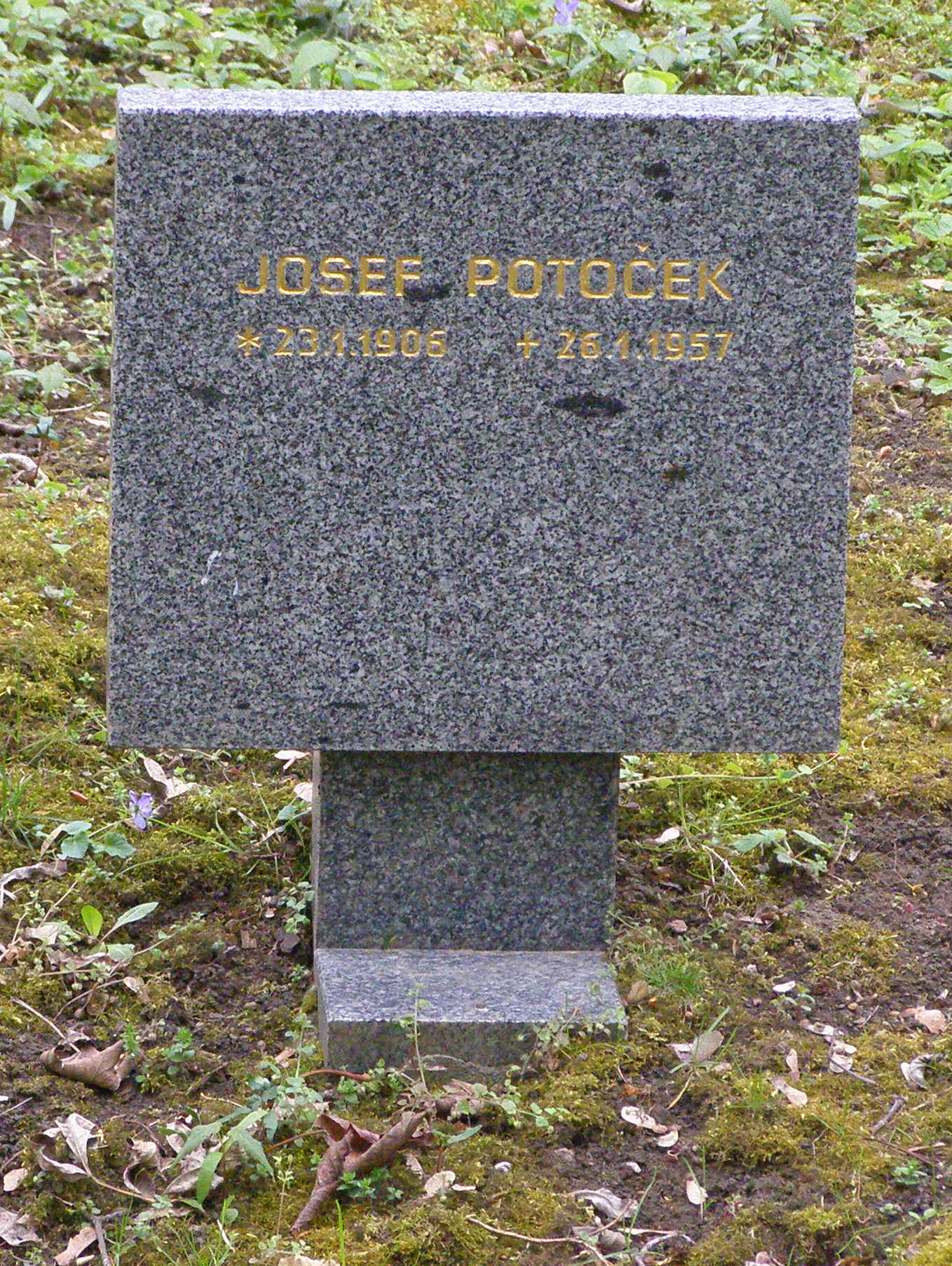
Symbolický hrob na Čestném pohřebišti popravených a umučených z padesátých let – třetí odboj v pražských Ďáblicích

Josef Potoček (23. ledna 1906 Velká Jesenice – 26. ledna 1957 Věznice Pankrác) byl český úředník a protikomunistický odbojář odsouzený v politickém procesu komunistickým režimem k trestu smrti a v roce 1957 popraven.

## Životopis
Narodil se v roce 1906 ve Velké Jesenici. Jeho otec Jan byl zemědělec a řemeslník, matka zemřela, když bylo Josefovi osm let. Později jej vychovávala jeho babička.

### Kariéra
Po absolvování obecné školy a měšťanské školy v Opočně navštěvoval Obchodní akademii v Hradci Králové, na níž vykonal maturitní zkoušku. Poté začal studovat na Právnické fakultě Univerzity Karlovy v Praze. V listopadu 1939 na ní složil státní zkoušku, nicméně jen několik dní poté došlo v Protektorátu Čechy a Morava k uzavření vysokých škol nacisty. Ještě předtím ovšem začal pracovat u Československé pojišťovny v Praze, přičemž v zaměstnání pokračoval i během druhé světové války, kdy studoval jen ve svém volném čase. Po konci války ve studiu na fakultě pokračoval a v březnu 1946 získal v oboru doktorský titul. Ještě v roce 1945 nabyl členství v ROH a v lednu 1946 vstoupil do KSČ. Téhož roku se stal předsedou subkomise obchodní v Národohospodářské komisi v ÚV KSČ. Byl rovněž členem zajišťovací subkomise. Působil také v závodní organizaci KSČ Banky Slavia. Dále byl členem závodního výboru KSČ v První zajišťovací bance a v červenci 1949 byl jmenován do funkce ředitele této banky. Byl rovněž aktivním publicistou. Hovořil plynně anglicky, německy a rusky. Byl dvakrát ženatý, z druhého manželství měl dvě dcery.

### Spolupráce s CIO
Vzhledem ke svému zaměstnání Potoček často cestoval do zahraničí a to jak před, tak po únorovém převratu v roce 1948. O spolupráci s jeho osobou se ucházely jak domácí, tak zahraniční zpravodajské služby. V červenci 1952 mu spolupráci nabídli zaměstnanci Správy zahraničně politické rozvědky ministerstva národní bezpečnosti. Naopak v roce 1953 mu byl v Londýně představen pracovník zpravodajské služby CIO, se kterým Potoček spolupráci skutečně navázal a začal mu poskytovat řadu informací týkajících se výroby, vývozu a testování československých i sovětských zbraní. Postupně začal také předávat zprávy politického charakteru. Ty se přitom vždy učil nazpaměť, čímž minimalizoval riziko dopadení. V Československu s ním přitom vedle řady pracovníků státních institucí úzce spolupracoval také například překladatel a odbojář Václav Kvíčera. Státní bezpečnost se o jeho působení dozvěděla až v roce 1956. Od května téhož roku jej intenzivně sledovala a v červenci 1956 jej zatkla nedaleko Vokovic.

### Soudní proces a smrt
Obžalován byl v listopadu 1956. V prosinci 1956 byl v politickém procesu za trestné činy velezrady a vyzvědačství odsouzen k trestu smrti. Ještě téhož dne bylo zamítnuto jeho odvolání a neúspěšná byla i následná žádost o prezidentskou milost. Spolu s Kvíčerou byl popraven v lednu 1957. V procesu bylo k dlouholetým trestům odnětí svobody odsouzeno několik dalších osob, z nichž některé o činnosti Potočka vůbec netušily a informace mu poskytovaly bez znalosti skutečnosti, že je Potoček předává do zahraničí. Komunistický režim poté na základě Potočkova odhalení podnikl řadu kroků pro to, aby se podobný čin nemohl opakovat. Omezil tak například cestování do zahraničí a z řad státního aparátu vyloučil stovky osob.